# Антрацит (Украјина)
Антрацит (укр. Антрацит) град је Украјини у Луганској области. Према процени из 2012. у граду је живело 55.060 становника.

## Становништво
Према процени, у граду је 2012. живело 55.060 становника.
| 1979.  | 1989.  | 2001.  | 2012.  |
| ------ | ------ | ------ | ------ |
| 60.687 | 71.655 | 63.698 | 55.060 |

## Партнерски градови
- Таганрог